# Prichsenstadt
Prichsenstadt est une ville allemande, située en Bavière, dans l'arrondissement de Kitzingen.

## Personnalités liées à la ville
- Michael Glos (1944-), homme politique né à Brünnau.